# 1975 dans les parcs de loisirs
| Années des parcs de loisirs : 1972 - 1973 - 1974 - 1975 - 1976 - 1977 - 1978    |
| Décennies des parcs de loisirs : 1940 - 1950 - 1960 - 1970 - 1980 - 1990 - 2000 |

## Parcs d'attractions

### Ouverture
- Busch Gardens: The Old Country ( États-Unis) Aujourd'hui connu sous le nom Busch Gardens Williamsburg.
- Cobac Parc ( France)
- Europa-Park ( Allemagne) Ouvert au public depuis le 12 juillet.
- Fårup Sommerland ( Danemark) Ouvert au public depuis le 21 juin.
- Gardaland ( Italie) Ouvert au public depuis le 19 juillet.
- Kings Dominion ( États-Unis)
- Särkänniemi ( Finlande)
- Walibi ( Belgique) Aujourd'hui connu sous le nom Walibi Belgium. (Histoire de Walibi Belgium)

### Changement de nom
- Astroworld devient Six Flags Astroworld ( États-Unis)

## Événements
- Première utilisation de l'inversion tire-bouchon sur un parcours de montagnes russes sur Corkscrew à Knott's Berry Farm.

- Juin
  - 21 juin - Ouverture officielle de Fårup Sommerland, au Danemark.
- Juillet
  - 12 juillet - Un incendie détruit une partie du parc Astroland.
  - 12 juillet - Ouverture officielle d'Europa-Park à Rust, en Allemagne.
  - 19 juillet - Ouverture officielle de Gardaland à Castelnuovo del Garda, en Italie.
  - 26 juillet - Ouverture officielle de Walibi à Wavre, en Belgique.

## Attractions

### Montagnes russes
| Nom                                               | Type/Modèle          | Constructeur                  | Parc                           | Pays       |
| ------------------------------------------------- | -------------------- | ----------------------------- | ------------------------------ | ---------- |
| Big Coaster                                       | Métal/Zyklon         | Pinfari                       | Wonderland Amusement Park      | États-Unis |
| Big Fury                                          | Assise               |                               | Great Adventure                | États-Unis |
| Ciklon                                            | Métal/Zyklon         | Pinfari                       | Vidámpark                      | Hongrie    |
| Corkscrew                                         | Assise/Corkscrew     | Arrow Dynamics                | Knott's Berry Farm             | États-Unis |
| Der Flitzer                                       | Assise/Flitzer       | Zierer                        | Adventureland                  | États-Unis |
| Galaxie                                           | Assise/Galaxie       | S.D.C.                        | Kings Dominion                 | États-Unis |
| Gebirgsbahn                                       | Assise               | Anton Schwarzkopf             | Phantasialand                  | Allemagne  |
| Glissade                                          | Assise/Jumbo Jet     | Anton Schwarzkopf             | Busch Gardens: The Old Country | États-Unis |
| Grand 8                                           | Métal/Zyklon         | Pinfari                       | Walibi                         | Belgique   |
| Jumbo Jet                                         | Assise/Jumbo Jet     | Anton Schwarzkopf             | Great Adventure                | États-Unis |
| Nyckelpigan                                       | Junior               | Zierer                        | Gröna Lund                     | Suède      |
| Rebel Yell                                        | Bois/Racing          | Philadelphia Toboggan Company | Kings Dominion                 | États-Unis |
| Rock Candy Express Devenu Rockin' Roller en 2006. | Junior/Little Dipper | Bradley & Kaye                | Six Flags Over Mid-America     | États-Unis |
| Scooby Doo Devenu Woodstock Express en 2010.      | Bois                 | Philadelphia Toboggan Company | Carowinds                      | États-Unis |
| Screamer Devenu Lil' Thunder en 1979.             | Assise               | Molina & Son's                | Great Adventure                | États-Unis |
| Space Mountain                                    | Assise               | WED Enterprises               | Magic Kingdom                  | États-Unis |
| Wabash Cannonball                                 | Assise               | Arrow Dynamics                | Opryland USA                   | États-Unis |

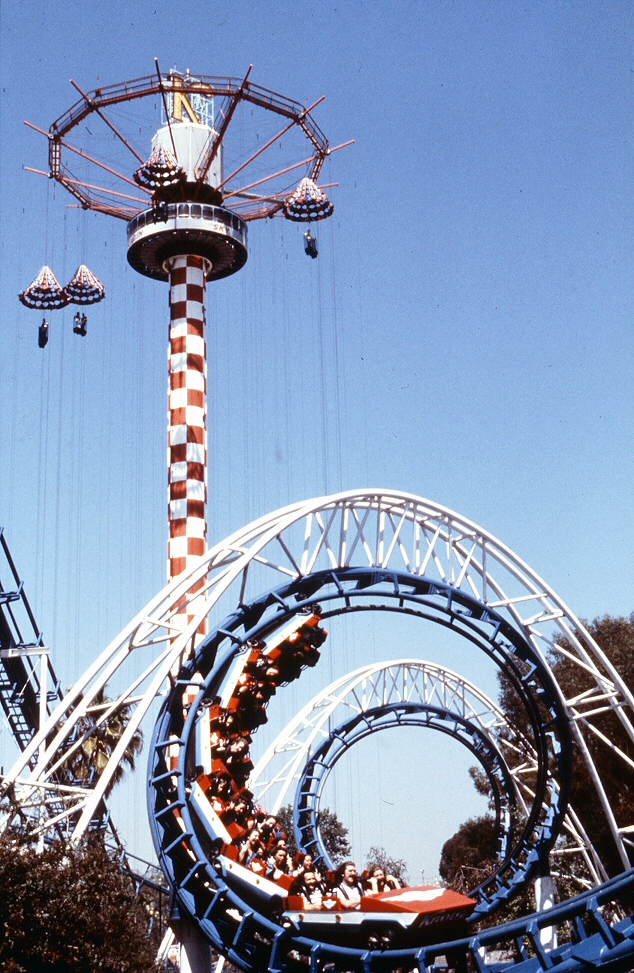
Corkscrew à Knott's Berry Farm
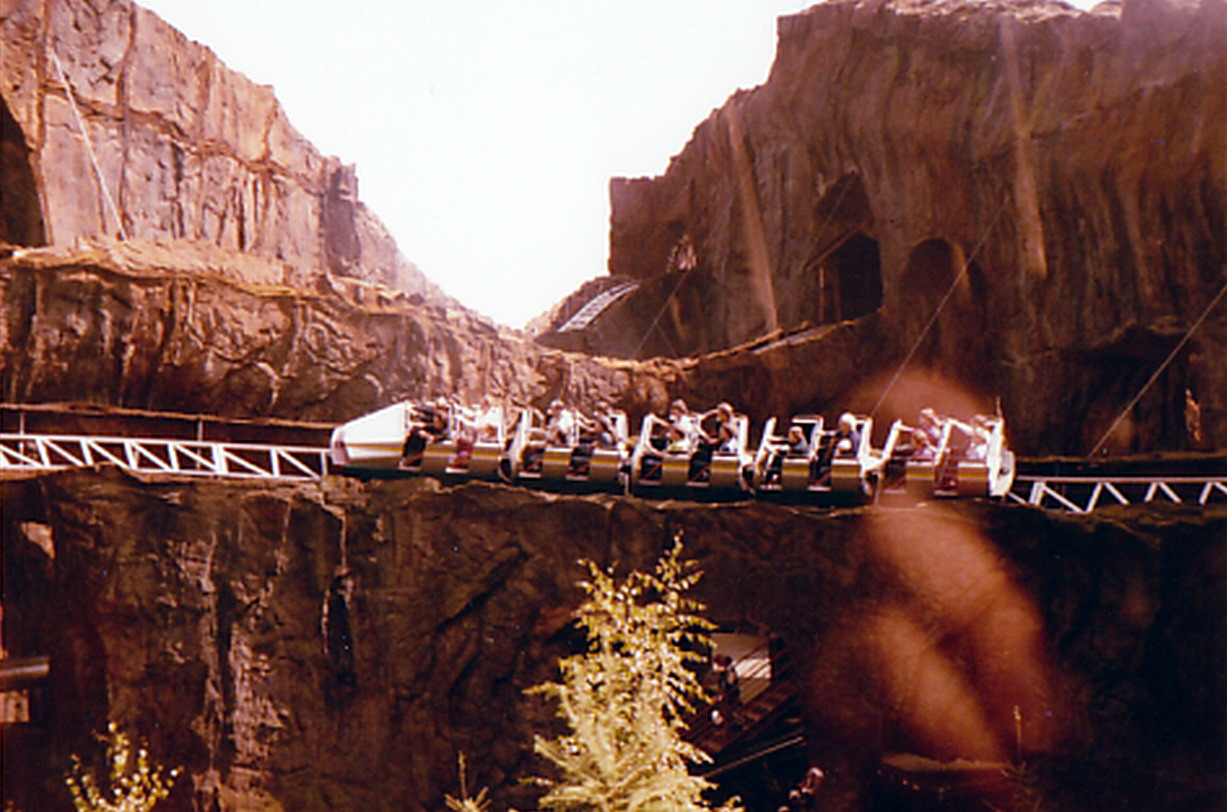
Gebirgsbahn à Phantasialand
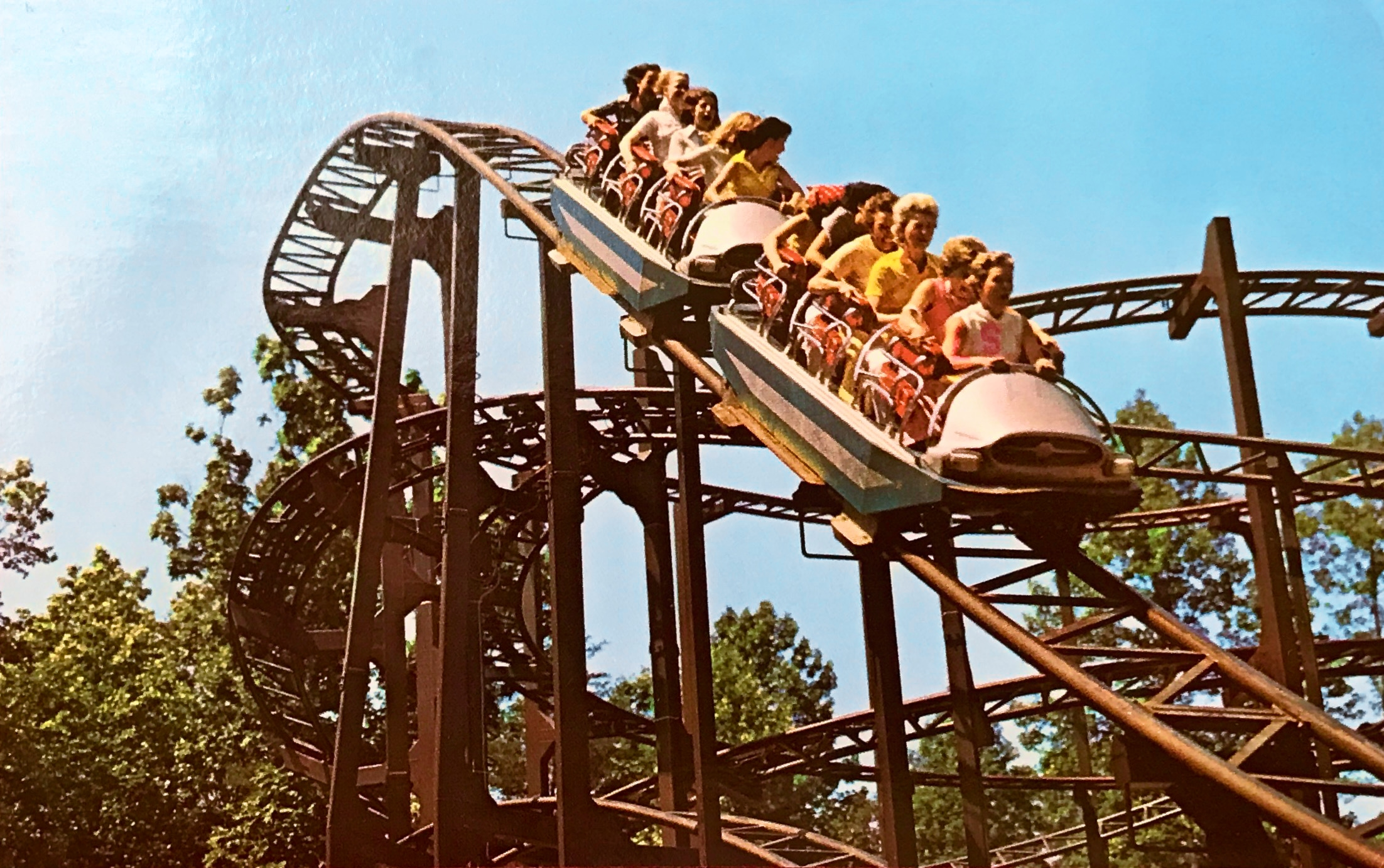
Glissade à Busch Gardens Williamsburg
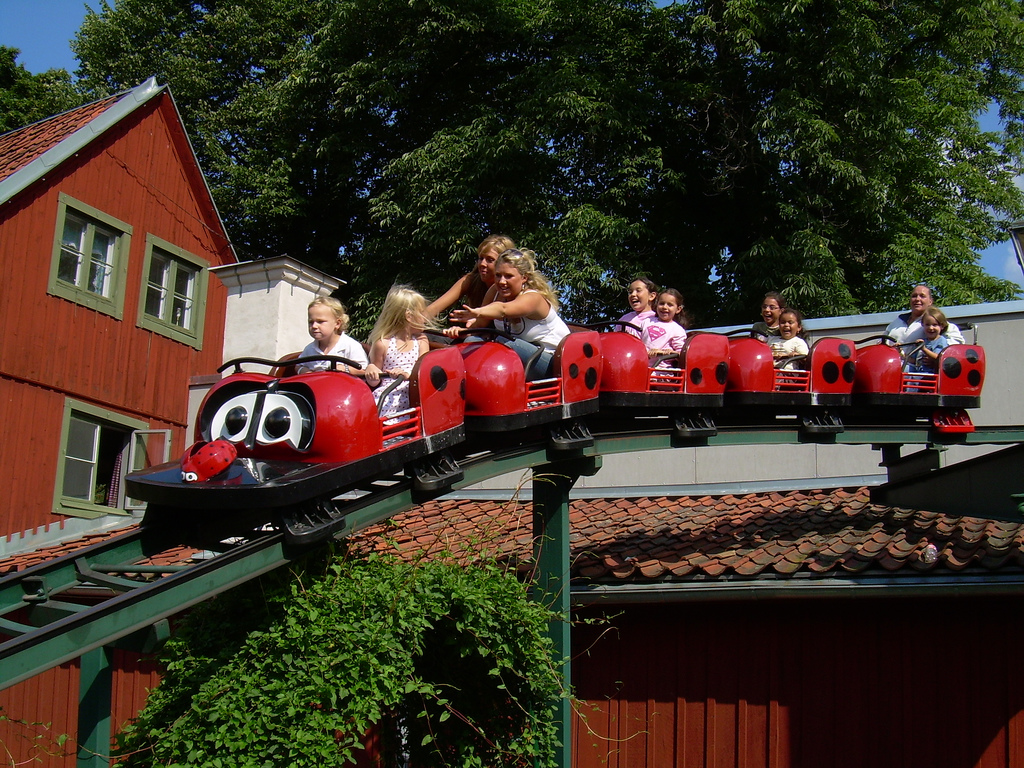
Nyckelpigan à Gröna Lund
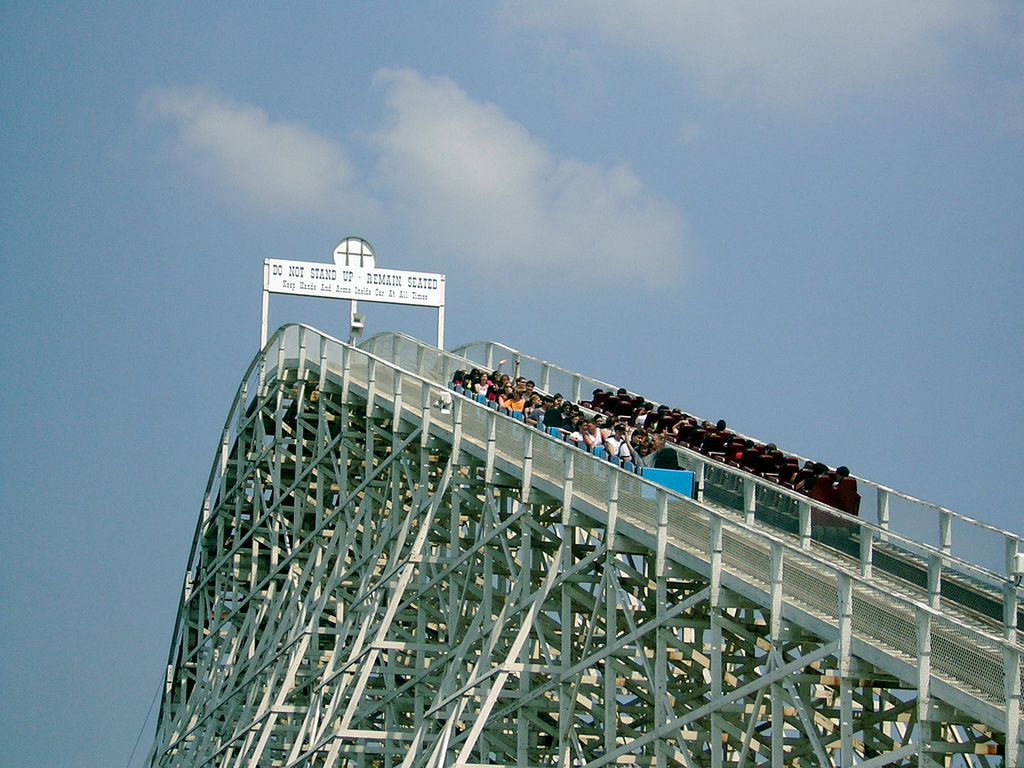
Rebel Yell à Kings Dominion
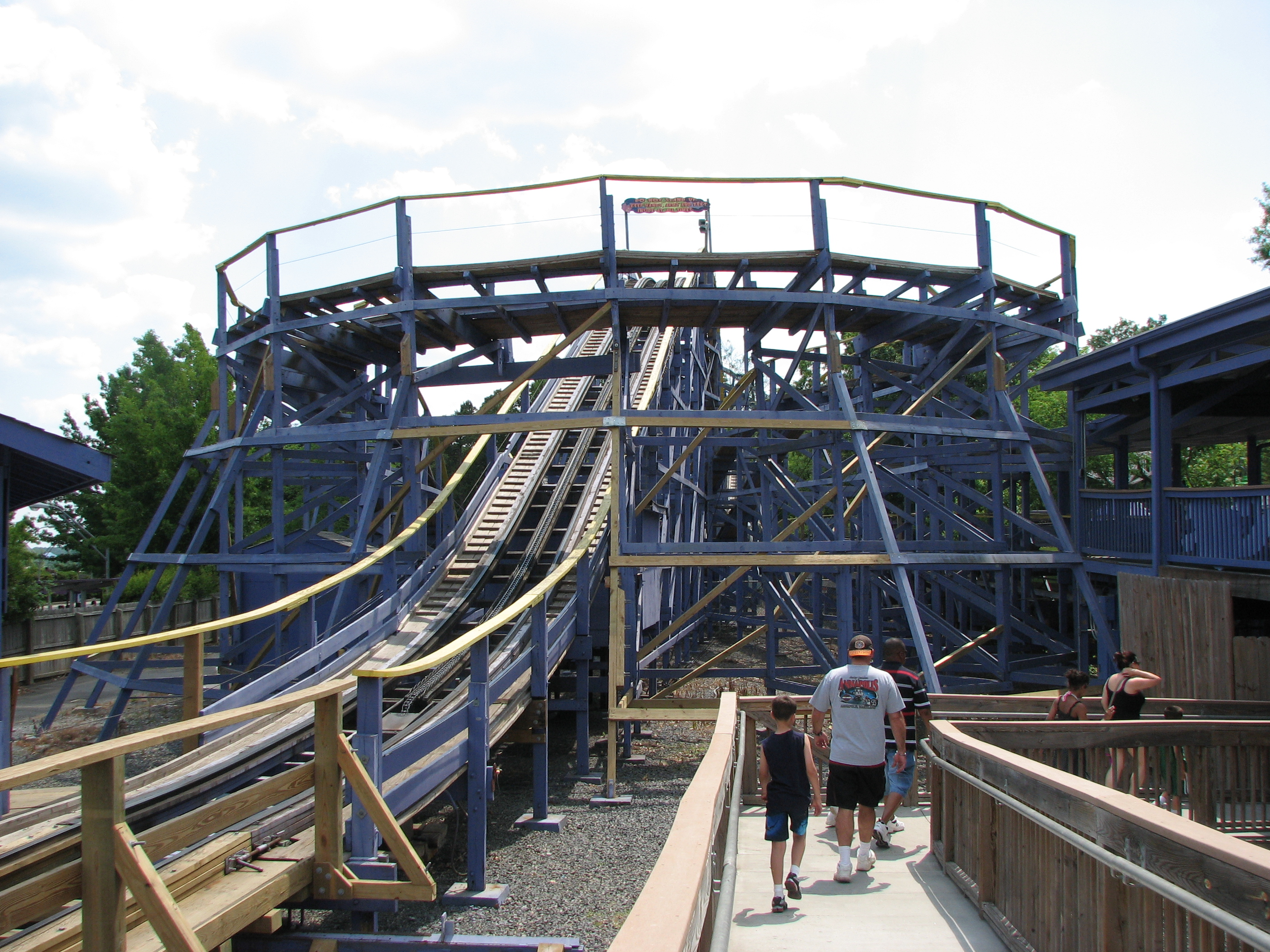
Scooby Doo à Carowinds
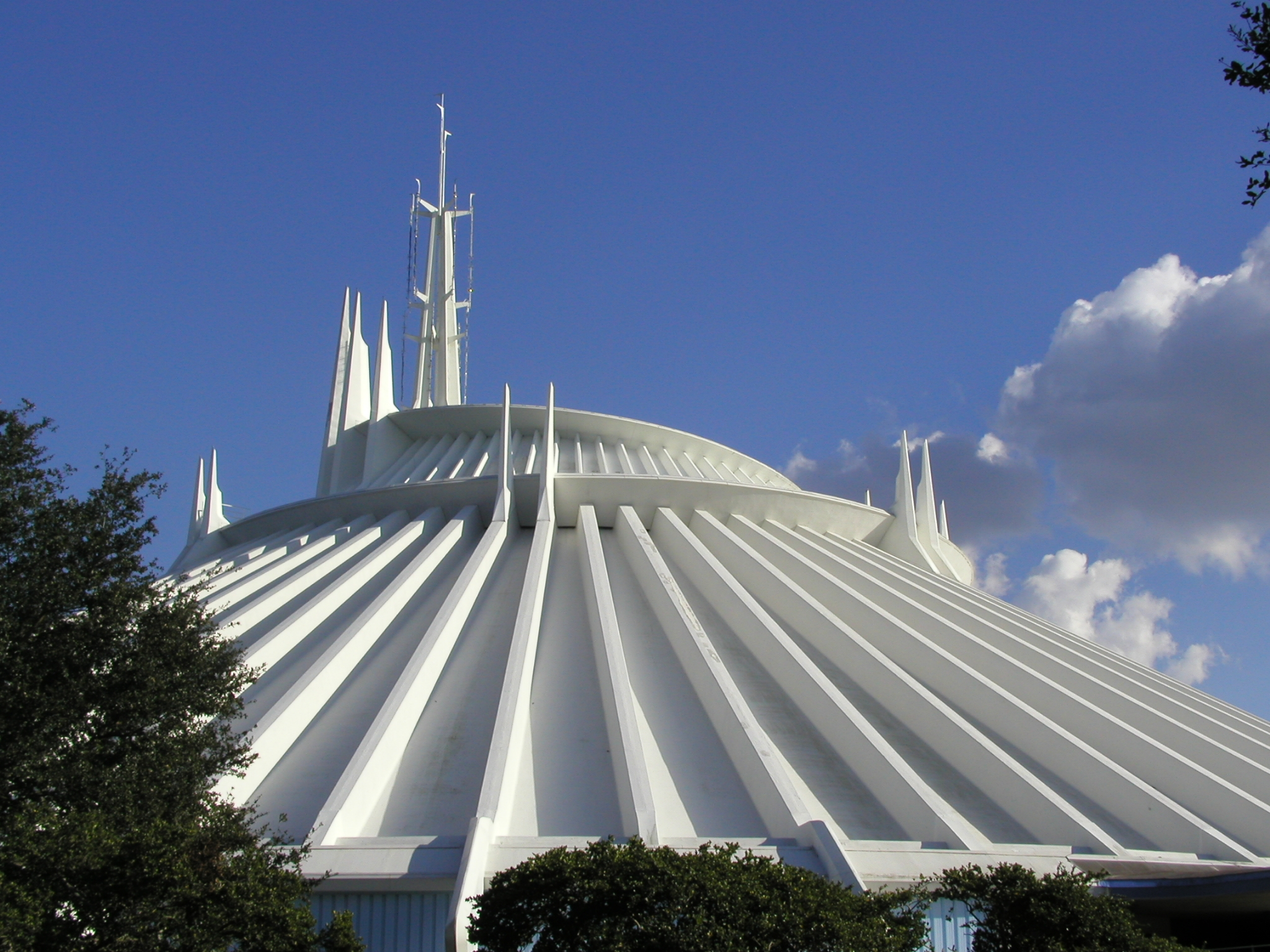
Space Mountain au Magic Kingdom

### Autres attractions
| Nom de l'attraction      | Type                 | Constructeur                       | Parc                       | Pays       |
| ------------------------ | -------------------- | ---------------------------------- | -------------------------- | ---------- |
| Carousel of Progress     | Théâtre tournant     | WED Enterprises                    | Magic Kingdom              | États-Unis |
| Castello di Mago Merlino | Parcours scénique    |                                    | Fiabilandia                | Italie     |
| Enterprise               | Enterprise           | Anton Schwarzkopf                  | Great Adventure            | États-Unis |
| Ferris Wheel             | Grande roue          | Chance Manufacturing Company, Inc. | Valleyfair                 | États-Unis |
| Gondoletta               | Tow boat ride        | Intamin                            | Luisenpark                 | Allemagne  |
| Kiddie-Go-Round          | Carrousel            | Herschell                          | Six Flags over Mid-America | États-Unis |
| Kissing Tower            | Tour d'observation   | Intamin                            | Hersheypark                | États-Unis |
| Knott's Bear-y Tale      | Parcours scénique    |                                    | Knott's Berry Farm         | États-Unis |
| Log Jammer               | Bûches               | Arrow Dynamics                     | Kennywood                  | États-Unis |
| Mission to Mars          | Théâtre circulaire   | WED Enterprises                    | Disneyland                 | États-Unis |
| Mission to Mars          | Théâtre circulaire   | WED Enterprises                    | Magic Kingdom              | États-Unis |
| Rotor                    | Rotor                |                                    | Great Adventure            | États-Unis |
| Saw Mill Log Flume       | Bûches               | Arrow Dynamics                     | Great Adventure            | États-Unis |
| Temple du Soleil (le)    | Parcours scénique    | Walibi, Studios Hergé              | Walibi                     | Belgique   |
| Troika                   | Troïka               | Huss Rides                         | Särkänniemi                | Finlande   |
| Wichtelhausen            | Parcours scénique    | Mack Rides                         | Europa-Park                | Allemagne  |
| WEDWay PeopleMover       | Système de transport | WED Enterprises                    | Magic Kingdom              | États-Unis |

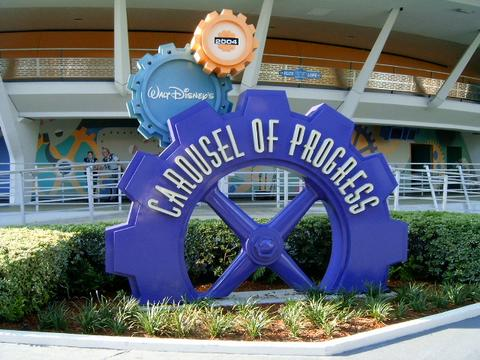
Carousel of Progress au Magic Kingdom
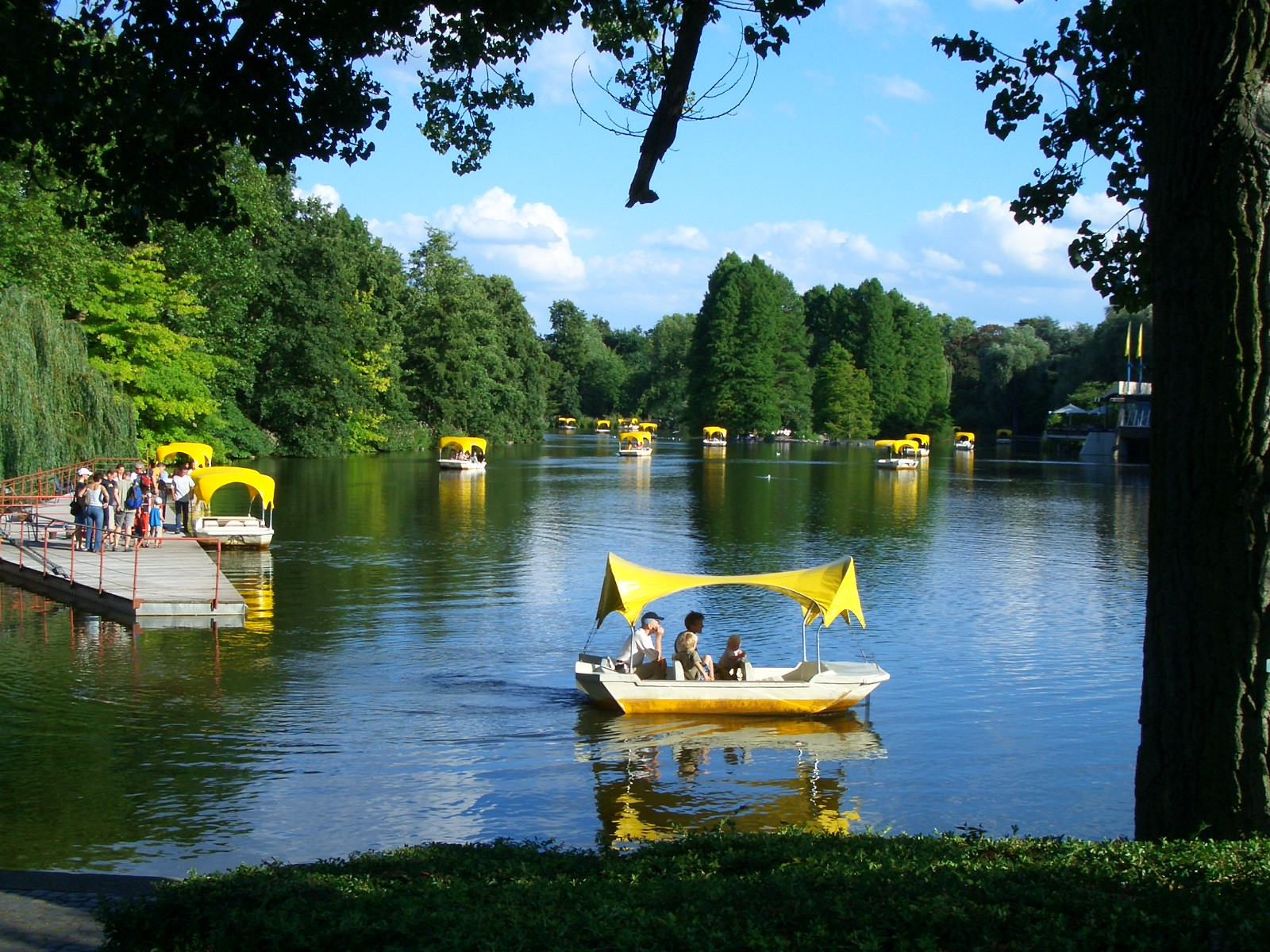
Gondoletta au Luisenpark
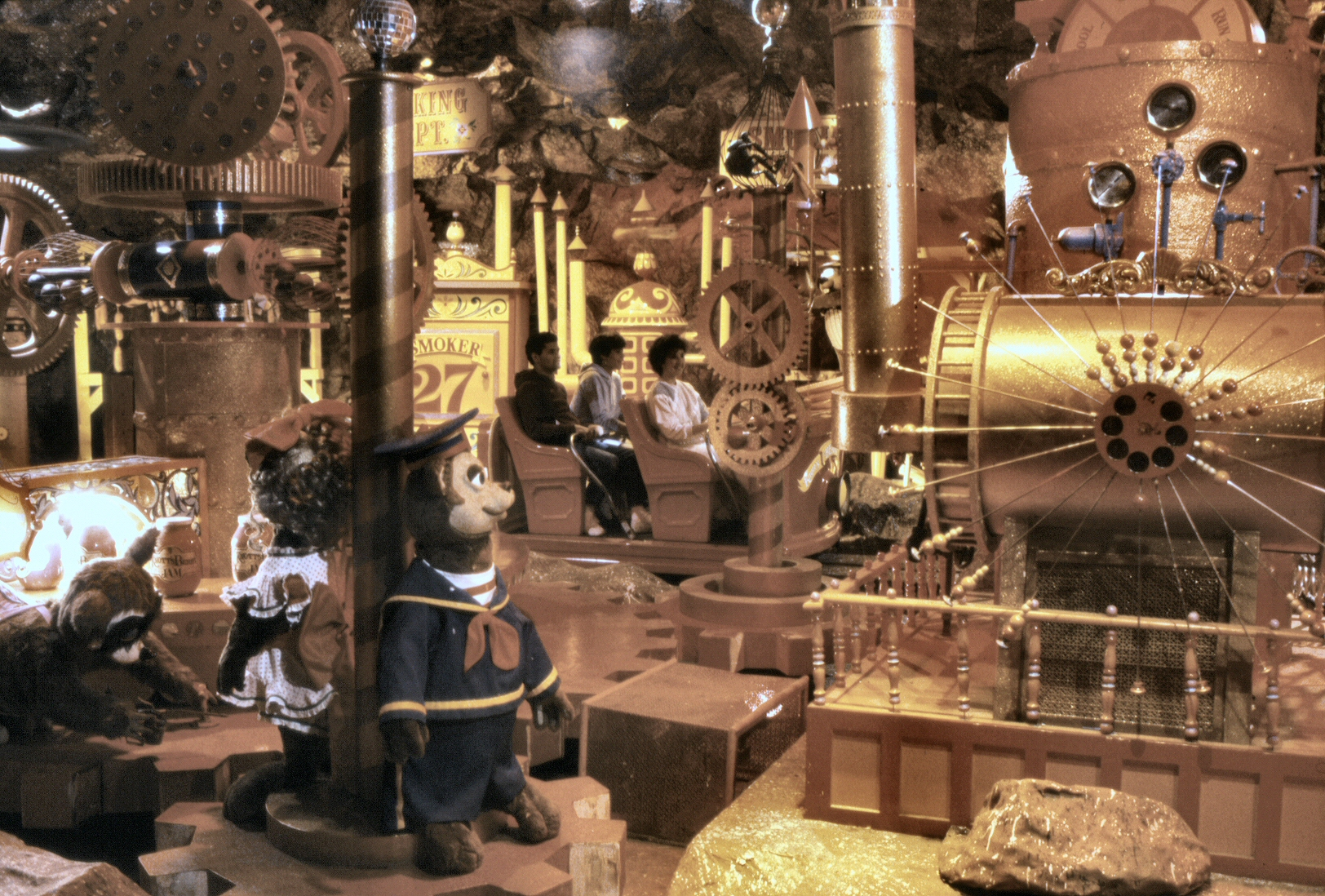
Knott's Bear-y Tales à Knott's Berry Farm
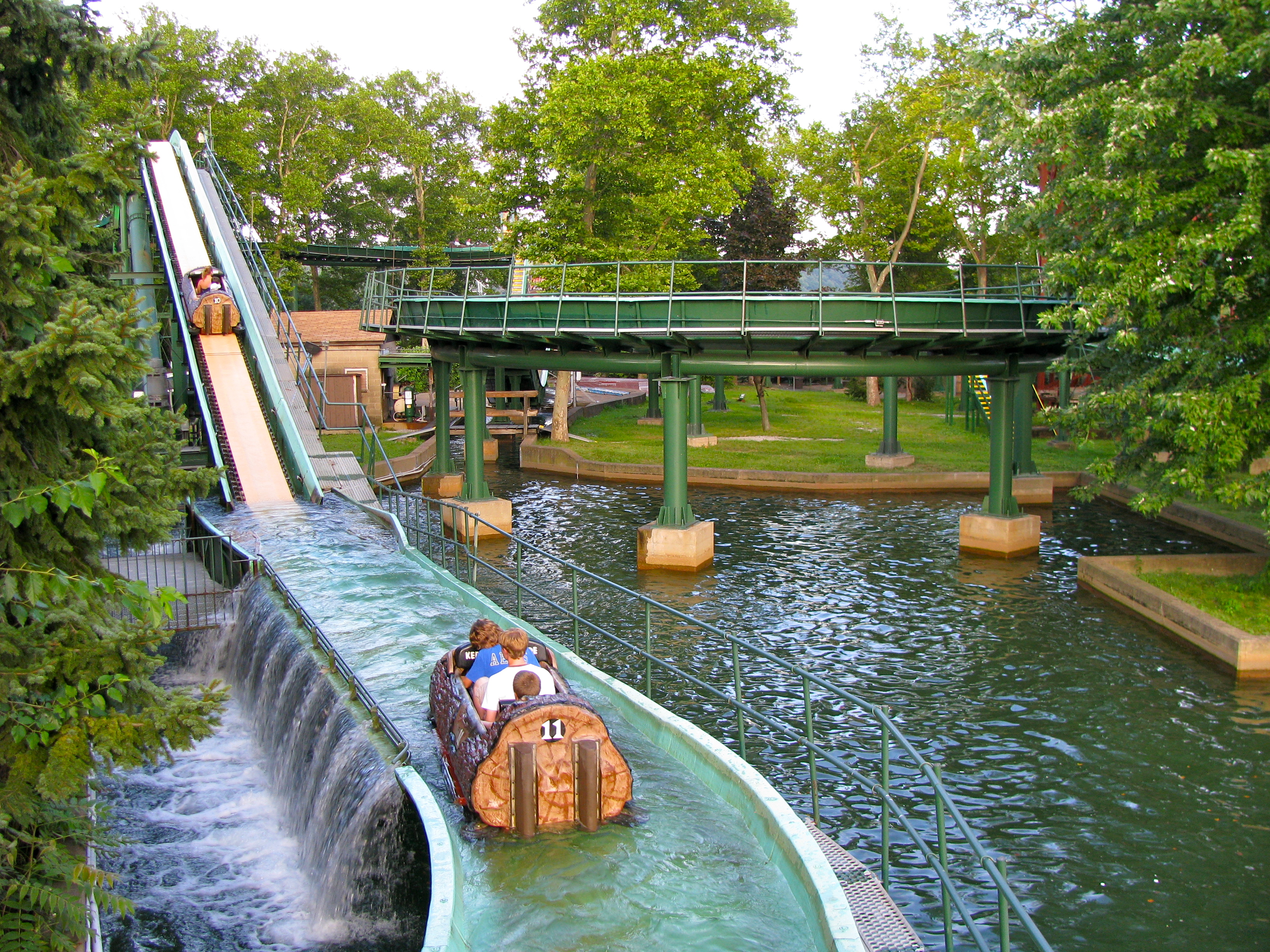
Log Jammer à Kennywood
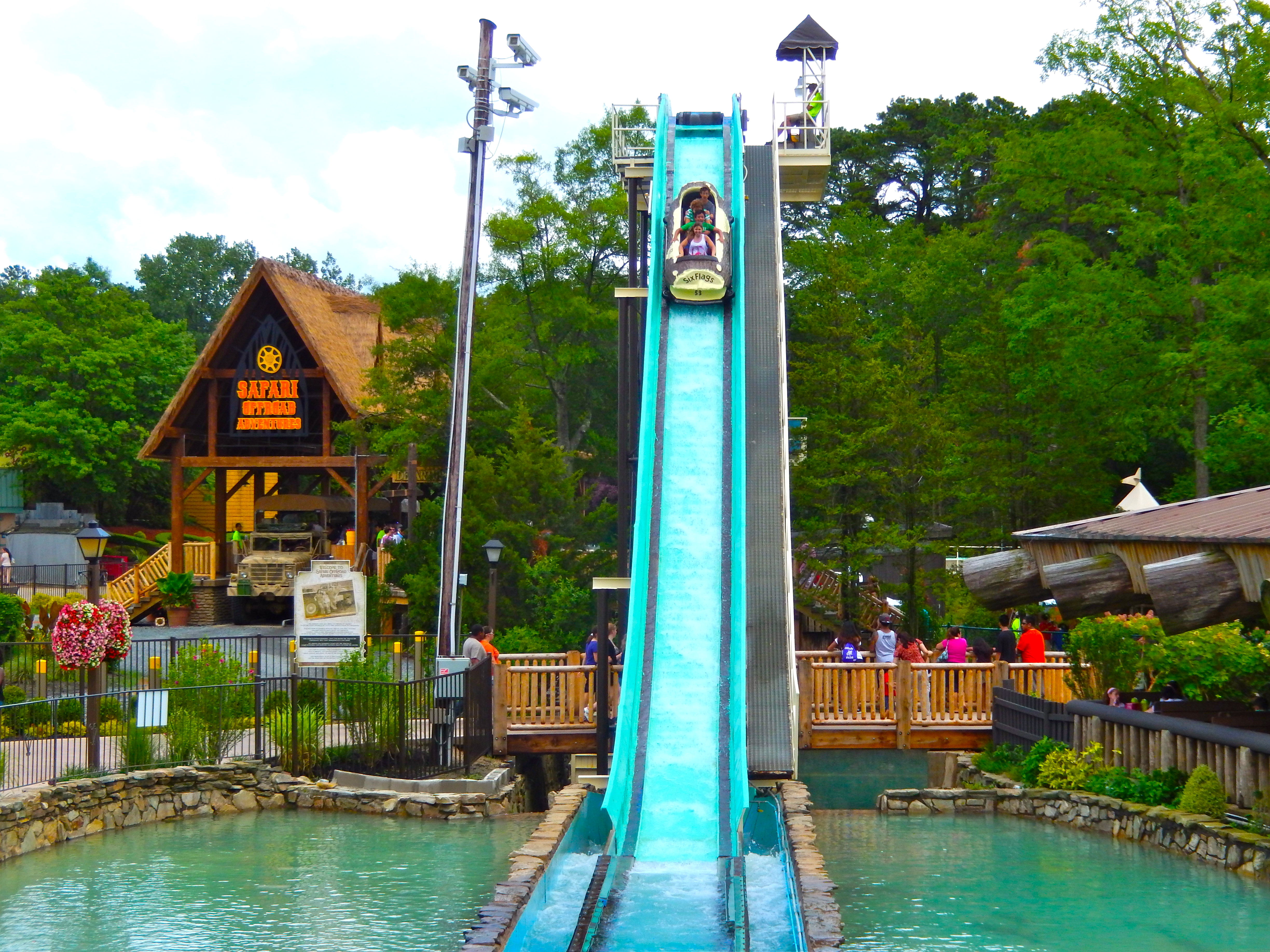
Saw Mill Log Flume à Great Adventure
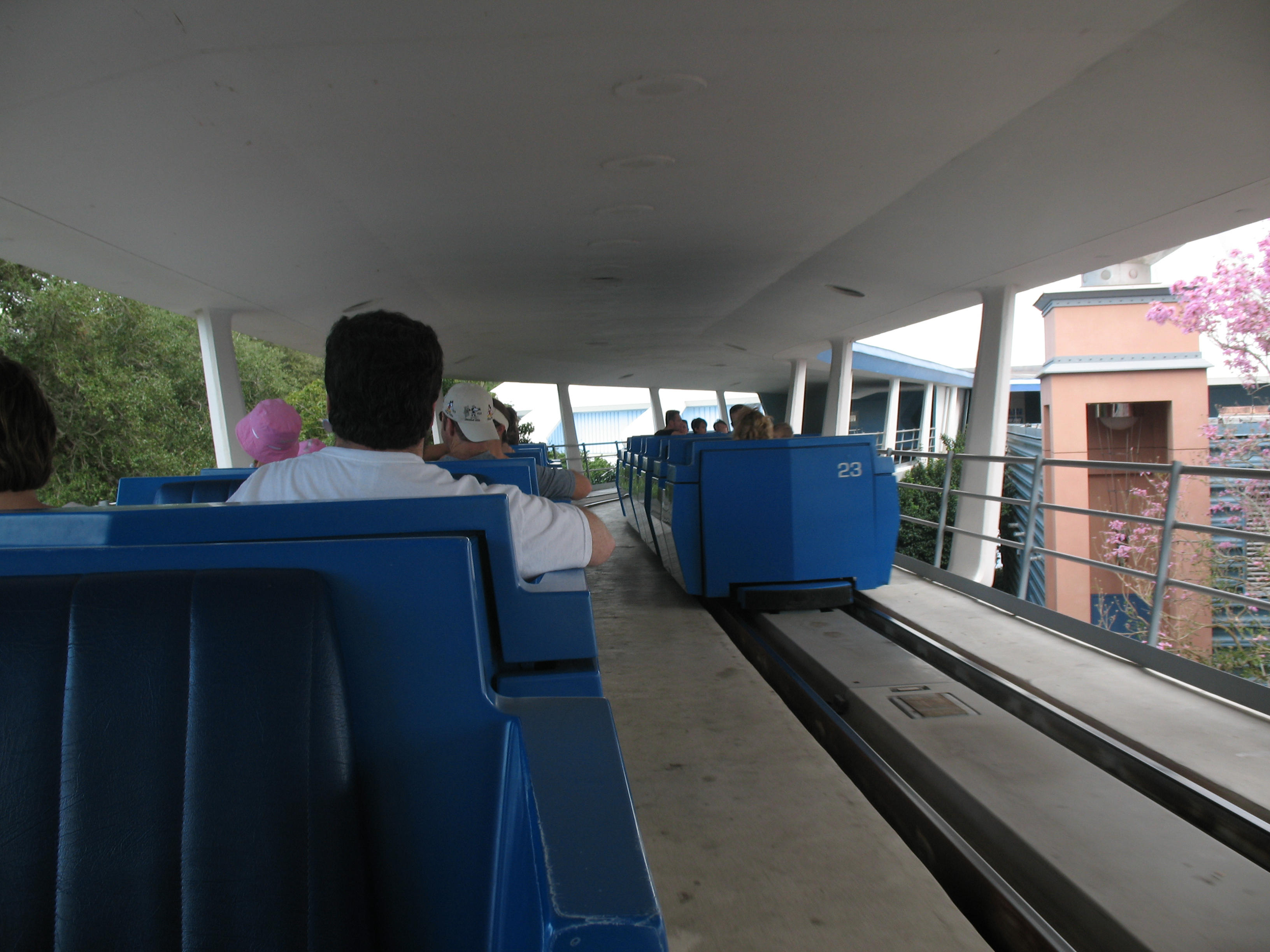
WEDWay PeopleMover au Magic Kingdom